# Congrès canadien de la paix
 (janvier 2024).
Si vous disposez d'ouvrages ou d'articles de référence ou si vous connaissez des sites web de qualité traitant du thème abordé ici, merci de compléter l'article en donnant les références utiles à sa vérifiabilité et en les liant à la section « Notes et références ».
Le Congrès canadien de la paix (CCP) est un groupe anti-impérialiste fondé en 1949 par le ministre canadien James Gareth Endicott, en réponse aux nouveaux dangers que la guerre froide faisait peser sur la paix. Il se décrit comme « un lieu où des personnes d'opinions et de croyances différentes peuvent se rencontrer et discuter des affaires mondiales [...] et travailler ensemble aussi efficacement que possible pour améliorer les relations internationales, et [avancer] pas à pas vers l'objectif d'un désarmement universel et d'une paix durable ». Le CCP était la filiale canadienne du Conseil mondial de la paix et un acteur majeur du mouvement pacifiste au Canada, en particulier dans les années 1950 et 1960. Actif au sein des mouvements de désarmement nucléaire et anti-impérialistes tels que le mouvement contre la guerre du Vietnam, il promouvait le concept de coexistence pacifique entre le bloc communiste et le bloc occidental.
Le CCP était composé de conseils de paix locaux affiliés de partout au Canada ainsi que de membres associés, notamment le Comité syndical pour la paix, le Parti ouvrier-progressiste (comme on appelait alors le Parti communiste du Canada), la Fédération des Canadiens d'origine russe et l'Ordre du peuple juif uni. Des représentants de 47 organisations et groupes différents, y compris des groupes de femmes, de jeunes et religieux, des syndicats et des associations ethnoculturelles, ont pris part à sa réunion de fondation. L'organisation a également travaillé en étroite collaboration avec de nombreux militants de la FCC.
Des conseils actifs du CCP avaient été établis en Colombie-Britannique, à Calgary, à Edmonton, dans la vallée du Fraser, à Guelph, à Halifax, à Hamilton, à Kamsack, à London, à Niagara, à Peterborough, à Saskatoon, à Sydney, à Thunder Bay, à Vernon, à Victoria et à Windsor. Ces conseils ont participé activement à des campagnes contre la guerre de Corée, la guerre du Vietnam, le coup d'État au Chili, l'apartheid sud-africain, le sionisme, les interventions militaires des États-Unis au Nicaragua et au Panama, le NORAD et l'OTAN, ainsi que la course aux armements et l'accumulation d'armes nucléaires.
Le CCP était perçu comme étant proche du Parti ouvrier-progressiste et de son successeur le Parti communiste du Canada, même si Endicott lui-même n'était pas membre du parti. Ce dernier est resté président du CCP jusqu'en 1971, date à laquelle, selon sa biographie, il a été contraint de démissionner par décision de la direction du Parti communiste en raison de ses opinions pro-chinoises, lors de la scission sino-soviétique. Endicott a alors été remplacé par John Hanly Morgan, qui a dirigé le Congrès en tant que président jusqu'en 1986. Au Québec, un Conseil québécois de la paix a également été fondé dans les années 1970, en tant que groupe national autonome distinct du Congrès canadien de la paix. Vers la fin des années 1970, le Congrès de la paix comptait parmi ses membres des scientifiques, des artistes, des musiciens et des écrivains de partout au pays qui participaient à la rédaction de ses publications.
Dans les années 1980, pendant les luttes pour le désarmement nucléaire, le Congrès aide à fonder de l’Alliance canadienne pour la paix en 1985, un réseau d'organisations pour la paix plus inclusif et moins centralisé, comprenant de nombreux groupes nouvellement formés (par opposition au CCP qui était davantage aligné sur le courant anti-impérialiste au sein du vaste mouvement pacifiste).
Après 1986, c'est Lari Prokop qui prend la direction du Congrès jusqu'à ce qu'il devienne inactif au début des années 1990. Lors de la conférence du CCP de 1991, même si l'organisation décide de se désaffilier du Conseil mondial de la paix, elle ne s'est cependant jamais officiellement dissoute. Seul le Conseil de la paix de Régina poursuit ses activités, en publiant régulièrement un bulletin d'information et en payant les cotisations au Conseil mondial de la paix.
Bien que le Congrès pancanadien demeure inactif tout au long des années 1990, au milieu des années 2000, des efforts sont déployés pour rétablir les conseils de la paix à Edmonton et dans les basses-terres continentales de la Colombie-Britannique, de même qu'à Regina. Le Congrès canadien de la paix est ensuite rétabli en avril 2006 lors d'une conférence à Edmonton, à laquelle prennent part 20 délégués provenant de partout au Canada. En 2008, une « conférence extraordinaire sur le renouvellement » a lieu à Winnipeg, au Manitoba, au cours de laquelle sont ratifiées la constitution et la politique de l'organisation et est élu comme président David McKee, syndicaliste et ancien coprésident de l'Alliance canadienne pour la paix. Le Congrès canadien de la paix ainsi rétabli affirme sa continuité avec l'organisation d'origine et renouvelle son affiliation auprès du Conseil mondial de la paix. Des délégués canadiens assistent à diverses réunions internationales depuis, le Congrès de la paix ayant été l'hôte d'une réunion trilatérale des Congrès de la paix du Mexique, des États-Unis et de Cuba en octobre 2009, puis à nouveau en 2016.
À la fin de 2016, Dave McKee quitte ses fonctions de président et Miguel Figueroa devient président par intérim du Congrès canadien de la paix au début de 2017. Il sera ensuite élu président lors du congrès de novembre 2018 qui se tiendra à Toronto.
Dès la fin de l'année 2018, des conseils de la paix et/ou des coalitions de la paix affiliées étaient actifs à Surrey (vallée du Fraser), à Vancouver et dans l'intérieur sud de la Colombie-Britannique, à Edmonton et Calgary, en Alberta, à Régina, en Saskatchewan, à Winnipeg, au Manitoba, à Ottawa, à Kingston, à St. Catharines et à Toronto, en Ontario, ainsi qu'à Halifax, en Nouvelle-Écosse.

## Voir également
- Liste des organisations anti-guerre
- Liste des militants pour la paix